# 1821 en droit
Cet article présente les faits marquants de l'année 1821 en droit.

## Événements

### Mars
- 31 mars : abolition de l'Inquisition au Portugal.

### Septembre
- 4 septembre : affirmation des droits exclusifs de la Russie en Alaska, au nord du 51e parallèle.

## Décès
- 27 février : Jean Dominique Léonard Tarrible, juriste et homme politique français, qui prend une part active à la confection des codes du Premier Empire (° 10 novembre 1763).